# Geodena flaviventer
Geodena flaviventer är en fjärilsart som beskrevs av W. Warren 1909. Geodena flaviventer ingår i släktet Geodena och familjen mätare. Inga underarter finns listade i Catalogue of Life.